# Monocerotesa confluens
Monocerotesa confluens là một loài bướm đêm trong họ Geometridae.